# ماکالو ایر
ماکالو ایر (به انگلیسی: Makalu Air) یک شرکت هواپیمایی است که در ۲۰۰۹ میلادی تأسیس شده است. دفتر مرکزی ماکالو ایر در کاتماندو، نپال واقع شده است و قطب این شرکت هواپیمایی در فرودگاه سورخت قرار دارد.